# Karl Diehl (Ökonom)

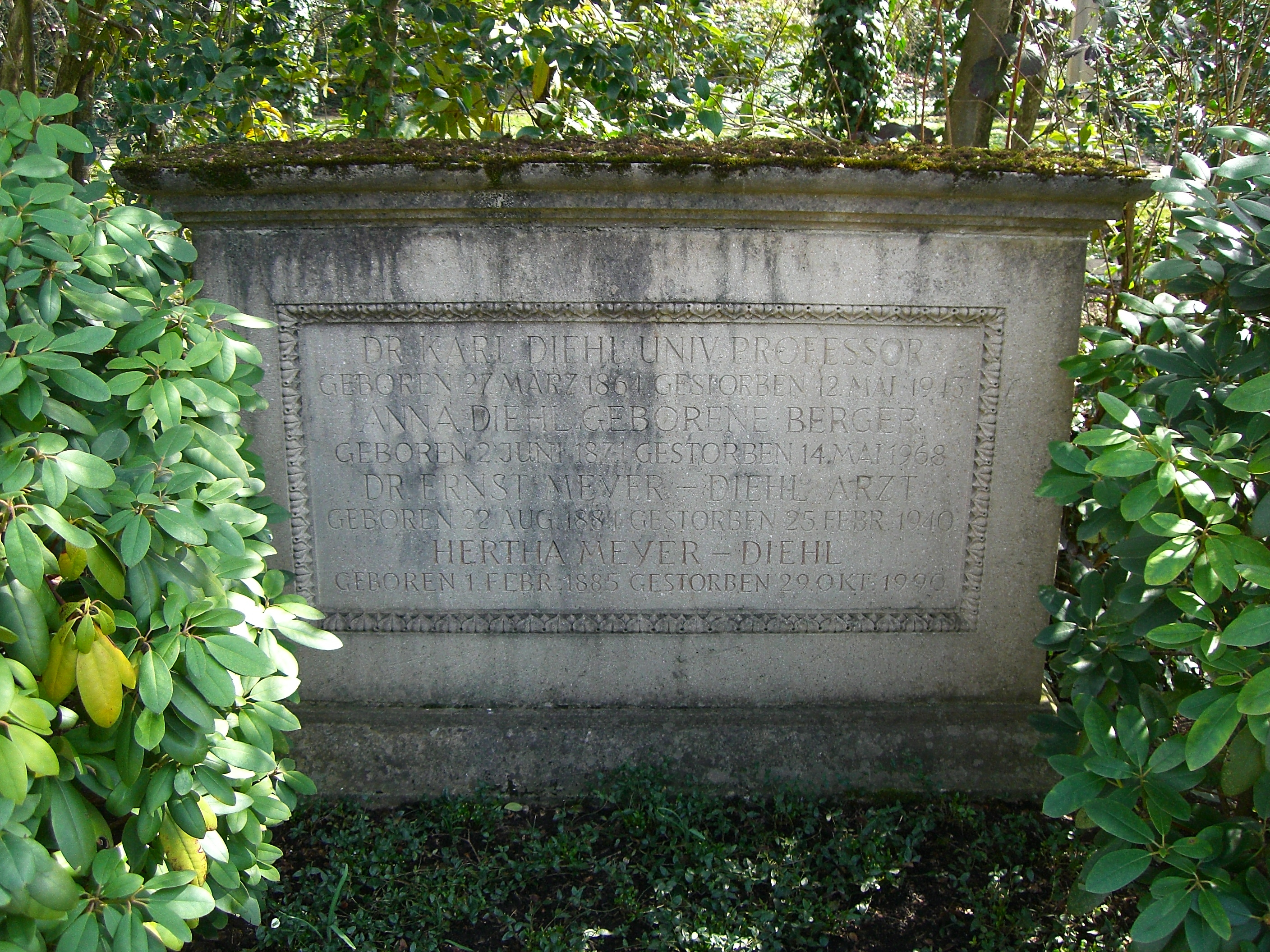
Grabstätte auf dem Hauptfriedhof Freiburg

Karl Diehl (* 27. März 1864 in Frankfurt am Main; † 12. Mai 1943 in Freiburg im Breisgau) war ein deutscher Nationalökonom, der von 1908 bis zu seinem Tod in Freiburg im Breisgau lehrte.

## Leben
1888 erfolgte die Promotion, 1890 die Habilitation, 1893 wurde er zum Professor in Halle ernannt, 1898 erfolgte der Ruf nach Rostock, 1899 der Ruf nach Königsberg, ab 1908 bis zur Emeritierung 1933 war Diehl Professor für Nationalökonomie und Finanzwissenschaft in Freiburg.
Neben Ökonomen wie Adolf Weber und Julius Wolf befand er sich auf Seiten Max Webers im Werturteilsstreit, dessen Anhänger den Standpunkt vertraten, dass Werturteile nicht wissenschaftlich beweisbar und demnach mit objektiver Wissenschaft unvereinbar seien.
Diehl war ein Hauptvertreter der sozialrechtlichen Schule.
Sein Großvater war der Politiker Carl Diehl, sein Sohn der Schauspieler Karl Ludwig Diehl.

## Ehrungen
Im Jahr 1939 wurde ihm die Goethe-Medaille für Kunst und Wissenschaft verliehen.

## Schriften
- P.J. Proudhon. Seine Lehre und sein Leben. Drei Teile. Fischer, Jena 1888–1896.

- Zur Frage der Getreidezölle. Fischer, Jena 1911.

- Theoretische Nationalökonomie. Sechs Teile. Fischer, Jena 1916–1933.
- Die Diktatur des Proletariats und das Rätesystem. Fischer, Jena 1920.
- Über Fragen des Geldwesens und der Valuta während des Krieges und nach dem Kriege. 2. Aufl. Fischer, Jena 1921.

- Über Sozialismus, Kommunismus und Anarchismus. 4. Auflage. Gustav Fischer, Jena 1922;archive.org
- Arbeitsintensität und Achtstundentag. Fischer, Jena 1923.
- Beitrage zur Wirtschaftstheorie. Duncker & Humblot, München / Leipzig 1926
- Die rechtlichen Grundlagen des Kapitalismus. Fischer, Jena 1929.
- Einführung in das Studium der Nationalökonomie. Fischer, Jena 1933.
- Die Grundbegriffe der Volkswirtschaftslehre. Fischer, Jena 1934.
- Die sozialrechtliche Richtung in der Nationalökonomie. Fischer, Jena 1941.